# Santa Baia (Allariz)
Santa Baia es un lugar situado en la parroquia de Santa Baia de Urrós, del concello de Allariz, en la provincia de Orense, Galicia, España.